# 帕尼勒山

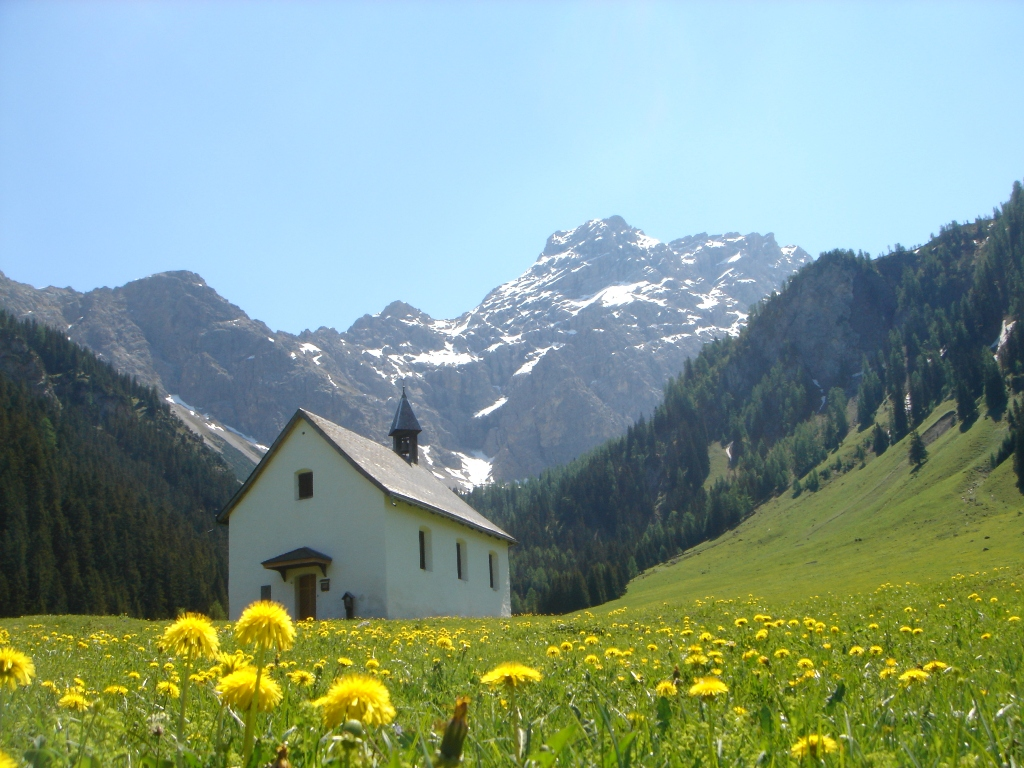

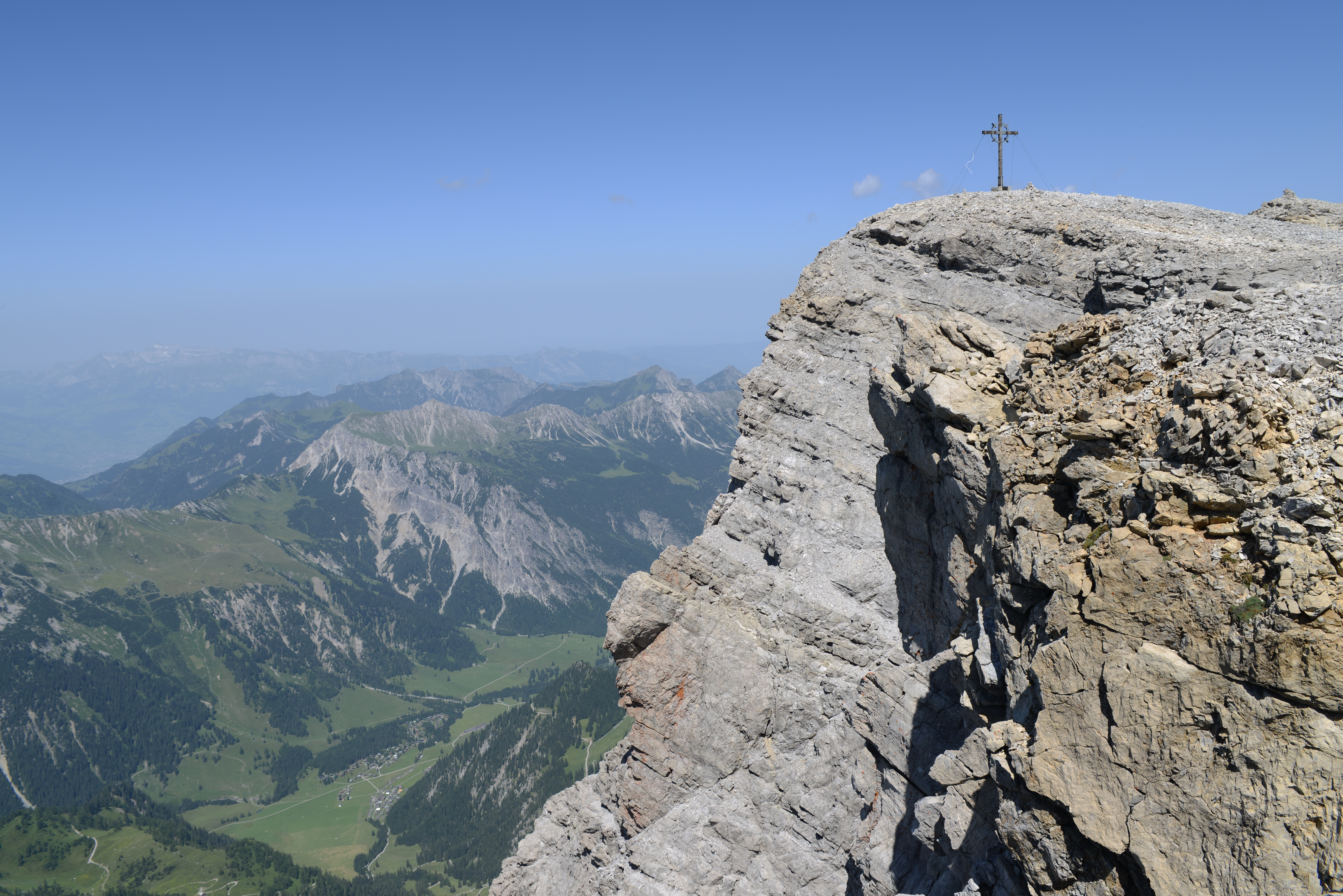

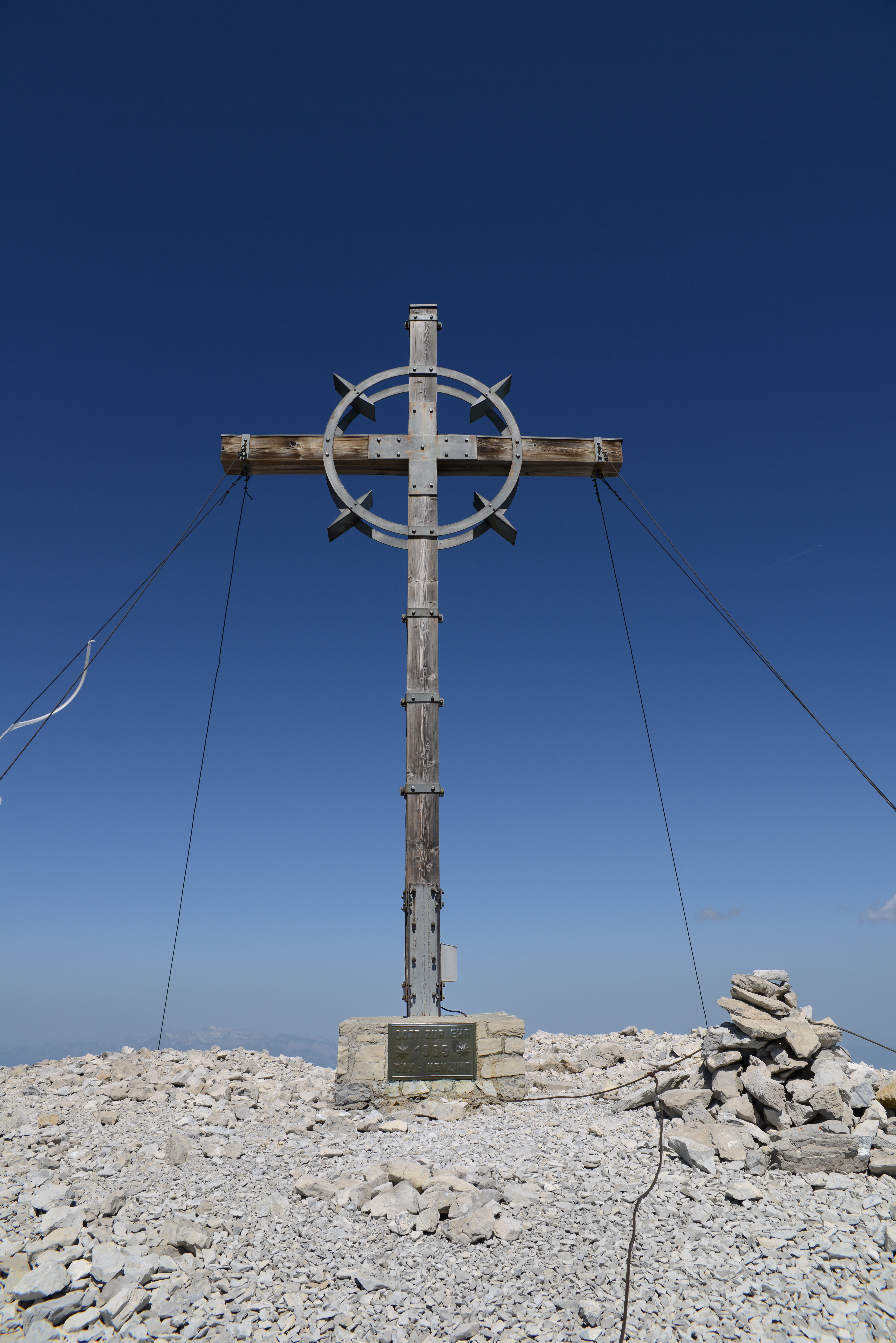

47°04′01″N 09°40′47″E / 47.06694°N 9.67972°E
帕尼勒山（德語：Panüeler Kopf），是奧地利的山峰，位於該國西部，由福拉爾貝格州負責管轄，屬於雷蒂孔山的一部分，海拔高度2,859米，每年平均降雨量1,852毫米。